# Thomas Handgrätinger

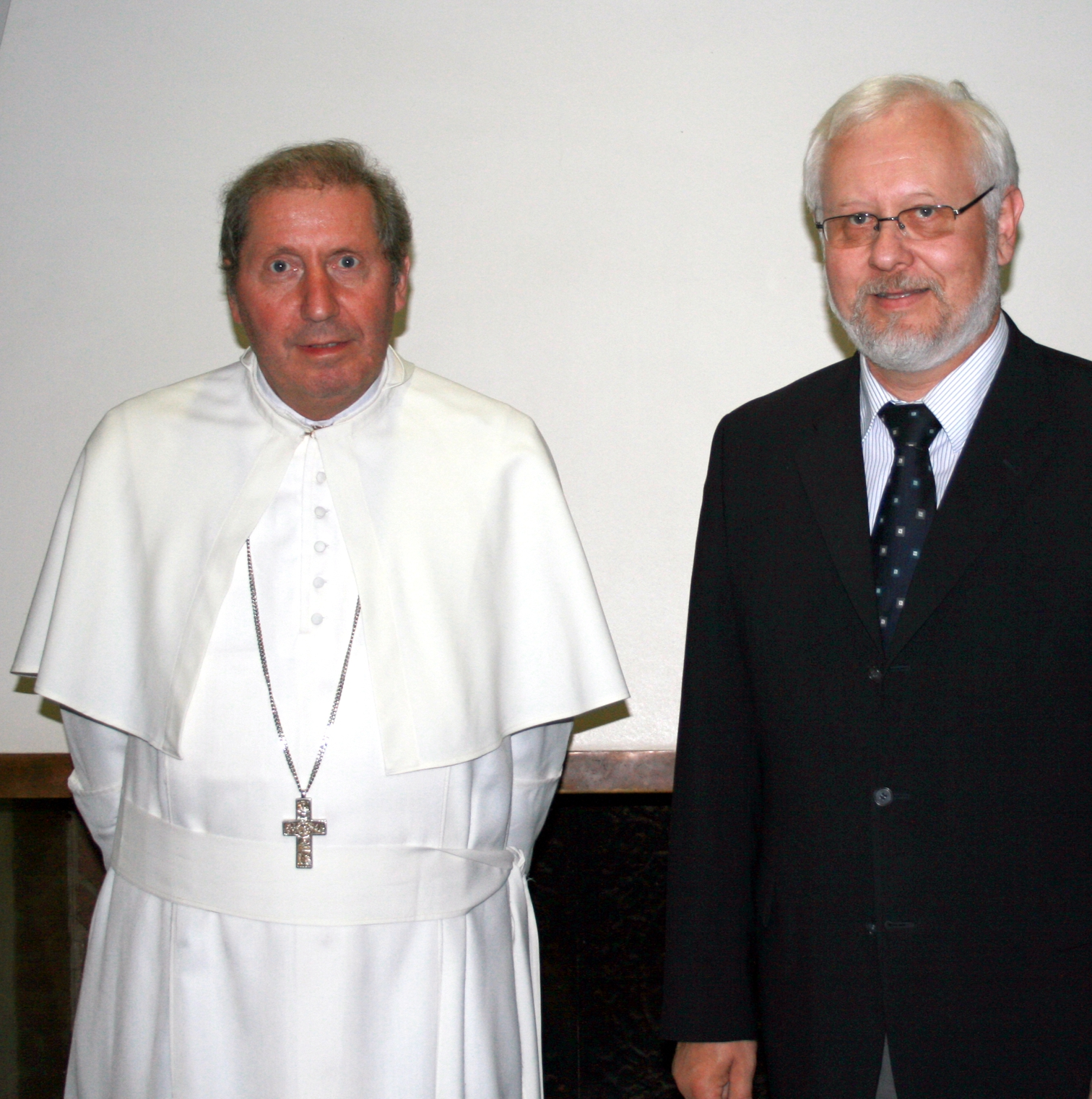
Thomas Handgrätinger mit Johannes K. Rücker in der Katholischen Landvolkshochschule „Schorlemer Alst“ (2007)

Thomas Anton Handgrätinger OPraem (* 4. März 1943 in Ulm) ist ein deutscher Ordensgeistlicher. Von 2003 bis 2018 war er Generalabt der Ordensgemeinschaft der Prämonstratenser-Chorherren.

## Leben
Handgrätinger trat nach der Gymnasialzeit in Rohr und Nürnberg 1963 in das Kloster Windberg ein und legte auf den Tag genau zwei Jahre später, am 8. September 1965 die feierlichen Gelübde ab. Nach dem Studium der Theologie in Innsbruck (1965–1969) wurde er am 29. Juni 1969 in Regensburg zum Priester geweiht und nahm dann an einer mehrjährigen Weiterbildung am Institut für Katechetik und Homiletik in München teil. Von 1975 bis 1993 arbeitete er als Religionslehrer und war für die Religionslehrerfortbildung im Bistum Regensburg zuständig. Als Leiter und Bildungsreferent vom Jugendhaus Windberg und später Jugendbildungsstätte war er von 1971 bis 1993 für die außerschulische Jugendbildung und Jugendarbeit in Windberg verantwortlich.
Am 12. April 1976 wurde Handgrätinger für sechs Jahre zum Prior de regimine des Klosters Windberg gewählt (1982 und 1988 wiedergewählt). Am 4. März 1994 wurde er zum Abt gewählt. Die Benediktion fand am 31. Mai 1994 statt. Sein Wahlspruch lautet in manus tuas – In deine Hände.
Seit 1988 war Handgrätinger 1. Definitor und somit Stellvertreter des Generalabtes, seit 1993 Novizenmeister und Klerikermagister in Windberg und seit dem 1. Dezember 2000 auch Administrator der Abtei Speinshart in der Oberpfalz.
Am 30. September 2003 wurde Abt Thomas auf einem außerordentlichen Generalkapitel in Rom zum Generalabt der Prämonstratenser (Dominus Praemonstratensis) gewählt und folgte Hermenegild Noyens im Amt. Ende Juli 2018 wählte das Generalkapitel in Kerkrade den Belgier Jos Wouters zu seinem Nachfolger.

## Ehrungen
- 2005: Verdienstkreuz 1. Klasse der Bundesrepublik Deutschland

## Veröffentlichungen
- Gesandt wie ER. Der Orden der Prämonstratenser-Chorherren heute. Communio, Contemplatio, Actio. Echter-Verlag, Würzburg 1984.
- 75 Jahre Wiederbesiedelung der Prämonstratenser-Abtei Windberg. Poppe-Verlag, Windberg 1998.
- Der heilige Norbert – Erzbischof und Ordensgründer, Norbertus-Verlag Magdeburg 2011, ISBN 978-3-941265-05-9.